# Вотилівська сільська рада
Вотилі́вська сільська́ ра́да — адміністративно-територіальна одиниця та орган місцевого самоврядування в Лисянському районі Черкаської області. Адміністративний центр — село Вотилівка.

## Загальні відомості
- Населення ради: 753 особи (станом на 2001 рік)

## Населені пункти
Сільській раді були підпорядковані населені пункти:
- с. Вотилівка

## Склад ради
Рада складалася з 12 депутатів та голови.
- Голова ради: Вишнівецький Петро Олексійович
- Секретар ради: Ковальчук Ольга Анатоліївна

### Керівний склад попередніх скликань
| Прізвище, ім'я, по батькові    | Основні відомості                                                               | Дата обрання | Дата звільнення |
| ------------------------------ | ------------------------------------------------------------------------------- | ------------ | --------------- |
| Шкляренко Василь Іванович      | Сільський голова, 1953 року народження, член Соціалістичної партії України      | 26.03.2006   | 31.10.2010      |
| Вишнівецький Петро Олексійович | Сільський голова, 1968 року народження, освіта середня спеціальна, безпартійний | 31.10.2010   |                 |

Примітка: таблиця складена за даними сайту Верховної Ради України

### Депутати
За результатами місцевих виборів 2010 року депутатами ради стали:

#### За суб'єктами висування
| Суб'єкт висування                                       | Кількість обраних депутатів | %    |
| ------------------------------------------------------- | --------------------------- | ---- |
| Партія регіонів                                         | 8                           | 66,7 |
| Самовисування                                           | 2                           | 16,7 |
| Народна партія                                          | 1                           | 8,3  |
| Соціально-екологічна партія «Союз. Чорнобиль. Україна.» | 1                           | 8,3  |

#### За округами
| № округу                                                | Прізвище, ім'я, по батькові       | Дата визнання обраним | Освіта             | Партійна приналежність | Відомості про обраного депутата                        |
| ------------------------------------------------------- | --------------------------------- | --------------------- | ------------------ | ---------------------- | ------------------------------------------------------ |
| Народна Партія                                          |                                   |                       |                    |                        |                                                        |
| 8                                                       | Вишнівецький Володимир Васильович | 04.11.2010            | середня            | позапартійний          | підприємець                                            |
| Партія регіонів                                         |                                   |                       |                    |                        |                                                        |
| 1                                                       | Закорчевний Михайло Володимирович | 04.11.2010            | середня            | позапартійний          | пенсіонер                                              |
| 2                                                       | Поліщук Тетяна Василівна          | 04.11.2010            | середня            | член Партії регіонів   | Вотилівська сільська рада, спеціа-ліст-землев-порядник |
| 4                                                       | Копійко Олег Васильович           | 08.12.2013            | середня            | член Партії регіонів   | ПрАТ НВФ «Урожай», механізатор                         |
| 5                                                       | Ковальчук Ольга Анатоліївна       | 04.11.2010            | вища               | член Партії регіонів   | Вотилівська сільська рада, секретар                    |
| 6                                                       | Сербін Людмила Василівна          | 04.11.2010            | середня спеціальна | член Партії регіонів   | Вотилівська сільська рада, спеціа-ліст ІІ категорії    |
| 9                                                       | Савченко Анатолій Васильович      | 04.11.2010            | середня            | член Партії регіонів   | пенсіонер                                              |
| 10                                                      | Соловей Василь Васильович         | 04.11.2010            | середня спеціальна | член Партії регіонів   | ЗАТ НВФ «Урожай», різноро-бочий                        |
| 11                                                      | Сербін Роман Васильович           | 04.11.2010            | середня            | член Партії регіонів   | Лисянський УПСЗН, соціаль-ний пра-цівник               |
| Соціально-екологічна партія «Союз. Чорнобиль. Україна.» |                                   |                       |                    |                        |                                                        |
| 7                                                       | Ковальчук Василь Петрович         | 04.11.2010            | середня            | позапартійний          | ЗАТ НВФ «Урожай», водій                                |
| Самовисування                                           |                                   |                       |                    |                        |                                                        |
| 3                                                       | Мовчан Володимир Григорович       | 04.11.2010            | середня            | позапартійний          | ЗАТ НВФ «Урожай», механі-затор                         |
| 12                                                      | Зав'ялова Тетяна Іванівна         | 04.11.2010            | середня            | позапартійна           | Вотилівський магазин, продавець                        |

## Населення
Згідно з переписом УРСР 1989 року чисельність наявного населення сільської ради становила 972 особи, з яких 423 чоловіки та 549 жінок.
За переписом населення України 2001 року в сільській раді мешкало 749 осіб.

### Мова
Розподіл населення за рідною мовою за даними перепису 2001 року:
| Мова       | Відсоток |
| ---------- | -------- |
| українська | 99,60 %  |
| російська  | 0,40 %   |